# Jonathan Livingston Seagull (álbum)
Jonathan Livingston Seagull es un álbum de estudio del cantautor estadounidense Neil Diamond, publicado el 19 de octubre de 1973 por Columbia Records. Obtuvo un premio Grammy en 1974 en la categoría de mejor banda sonora y contiene la música de la película de 1973 Juan Salvador Gaviota del director Hall Bartlett. 

## Lista de canciones

### Lado A
1. "Prologue" – 3:19
2. "Be" – 6:28
3. "Flight Of The Gull" – 2:23
4. "Dear Father" – 5:12
5. "Skybird" – 1:12
6. "Lonely Looking Sky" – 3:12

### Lado B
1. "The Odyssey (Be – Lonely Looking Sky – Dear Father)" – 9:28
2. "Anthem" – 3:03
3. "Be" – 1:06
4. "Skybird" – 2:18
5. "Dear Father" – 1:14
6. "Be" – 3:26